# St. Peter zu Syburg

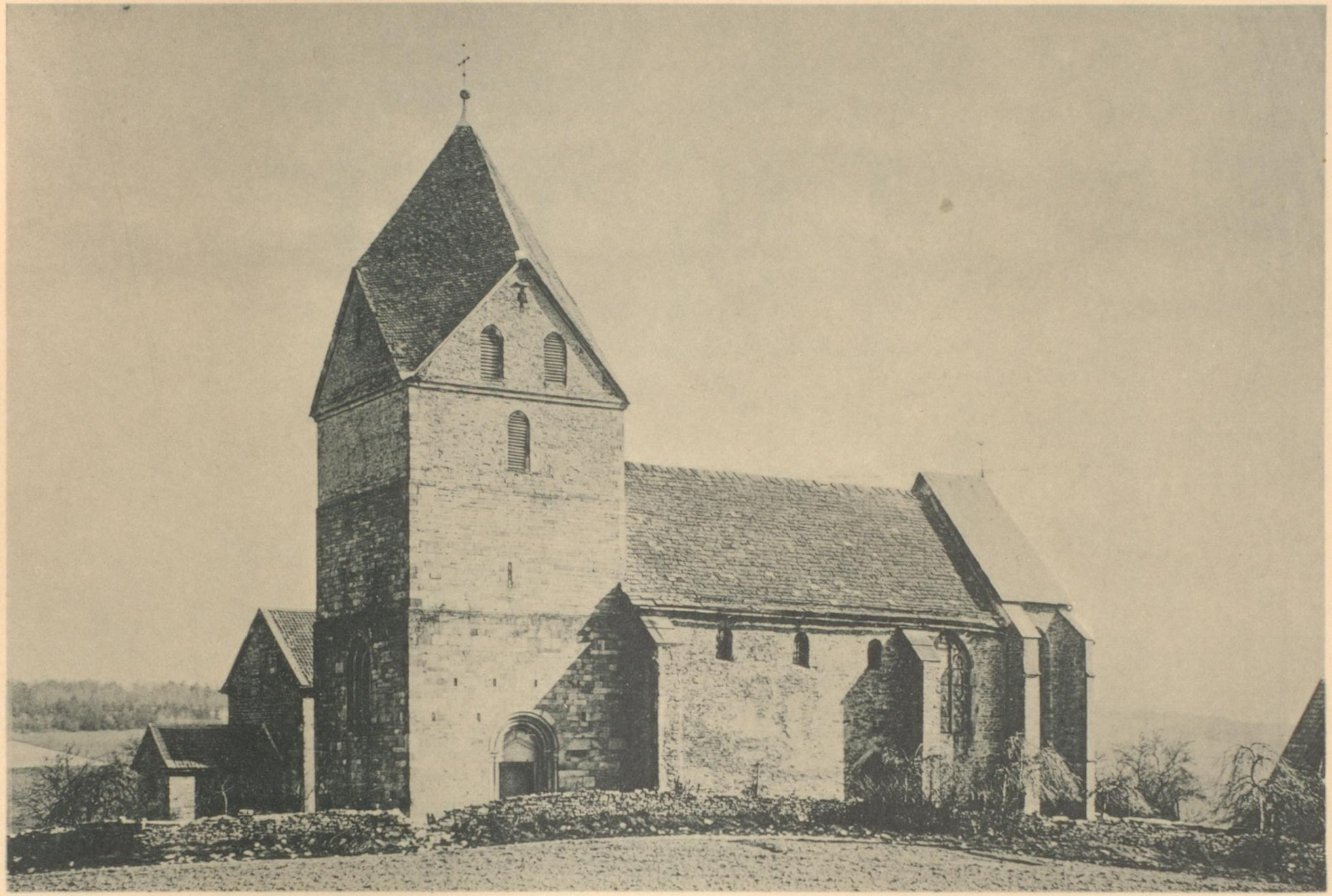
Die Peterskirche in Hohensyburg im Jahre 1890 von der Süd-Westseite aus gesehen.

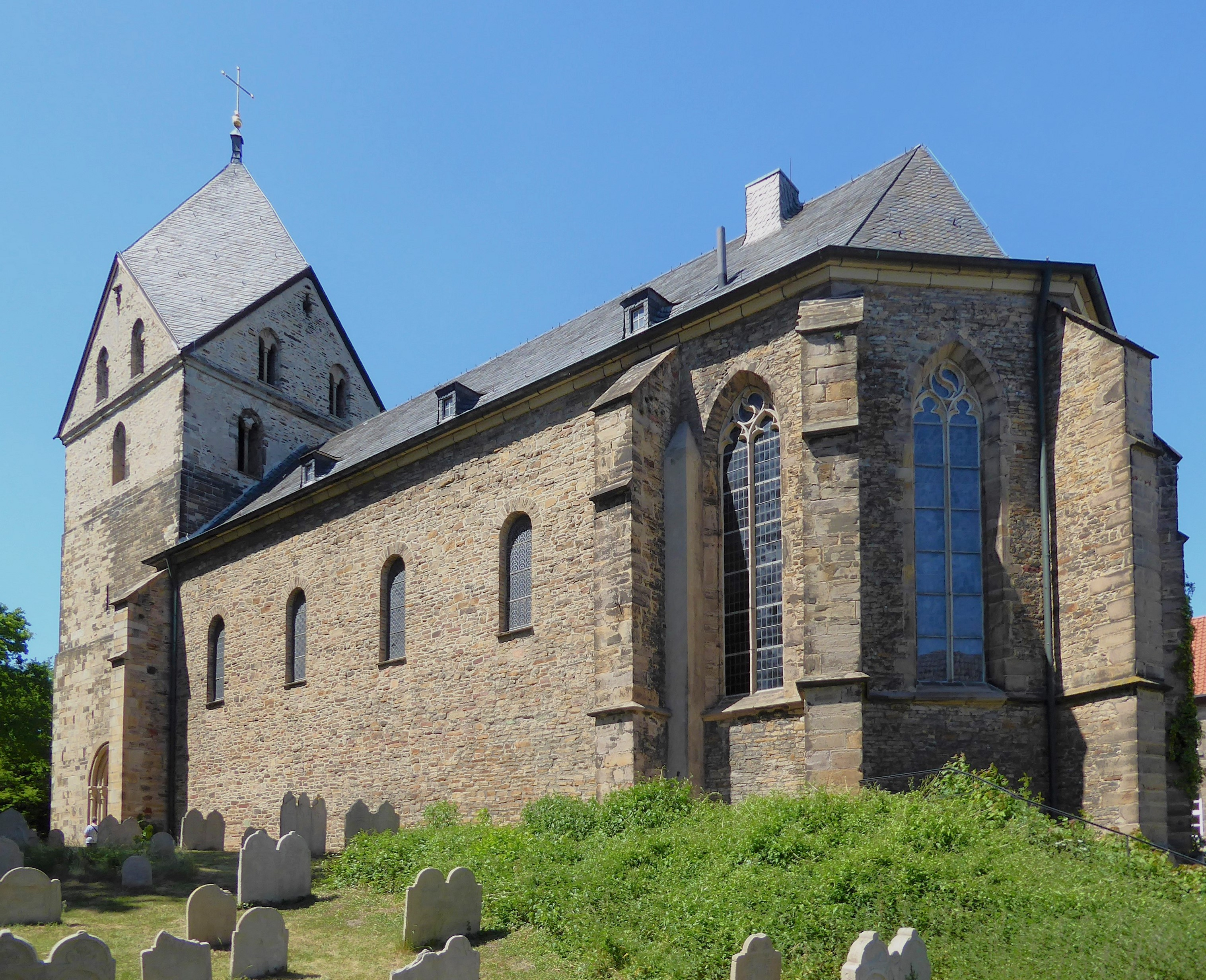
St. Peter vom Kirchhof gesehen

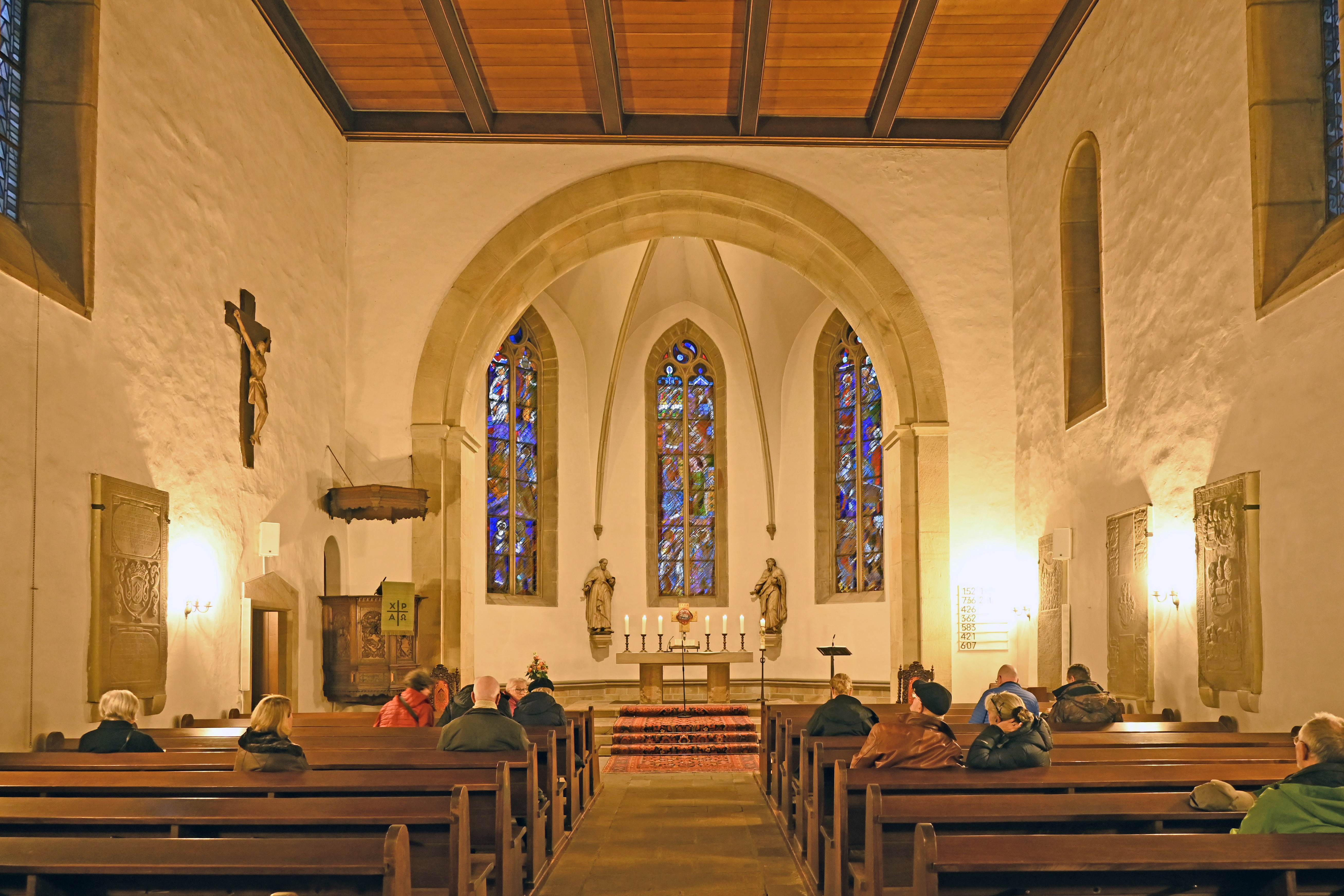
Blick zum Chor

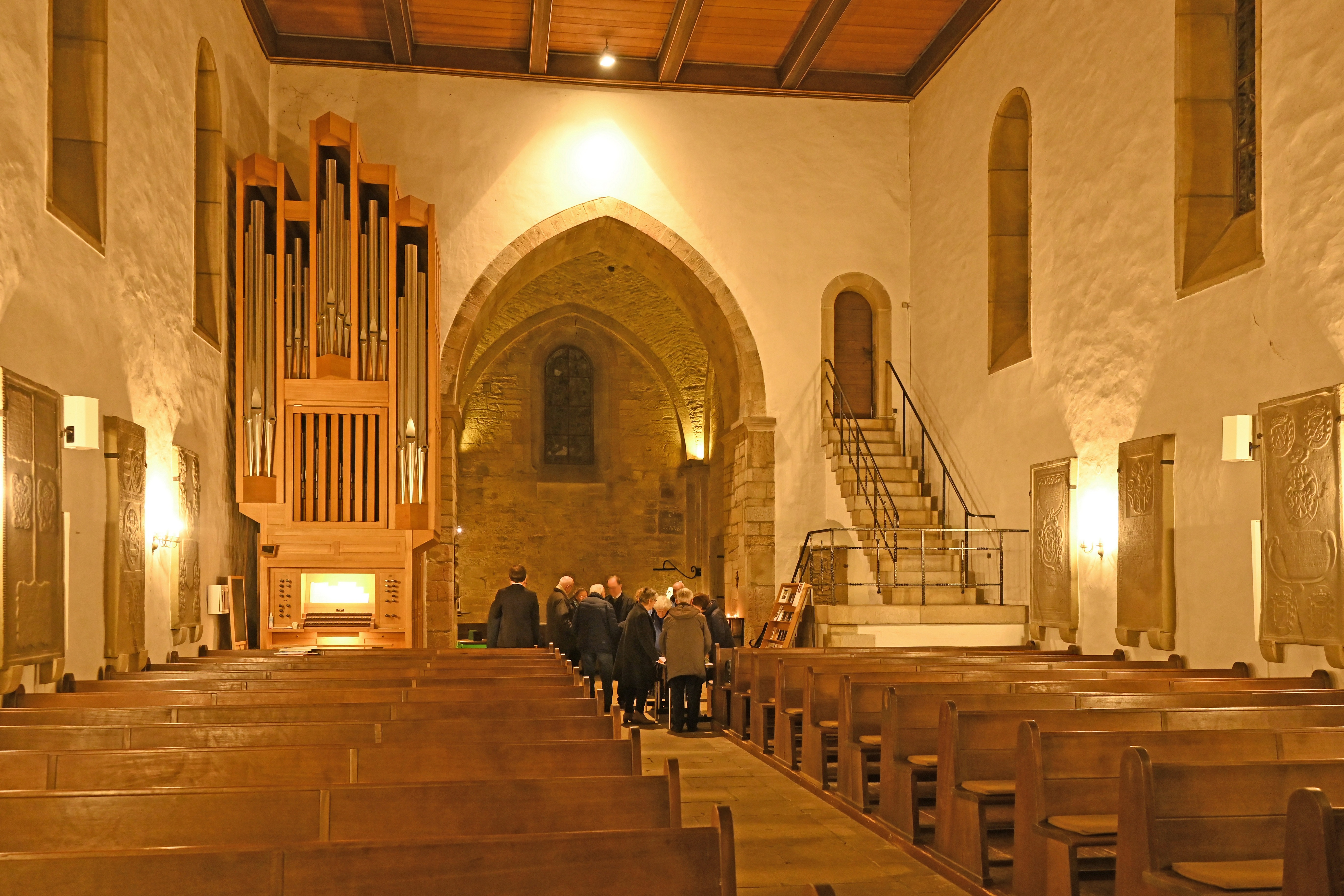
Innenraum nach Westen

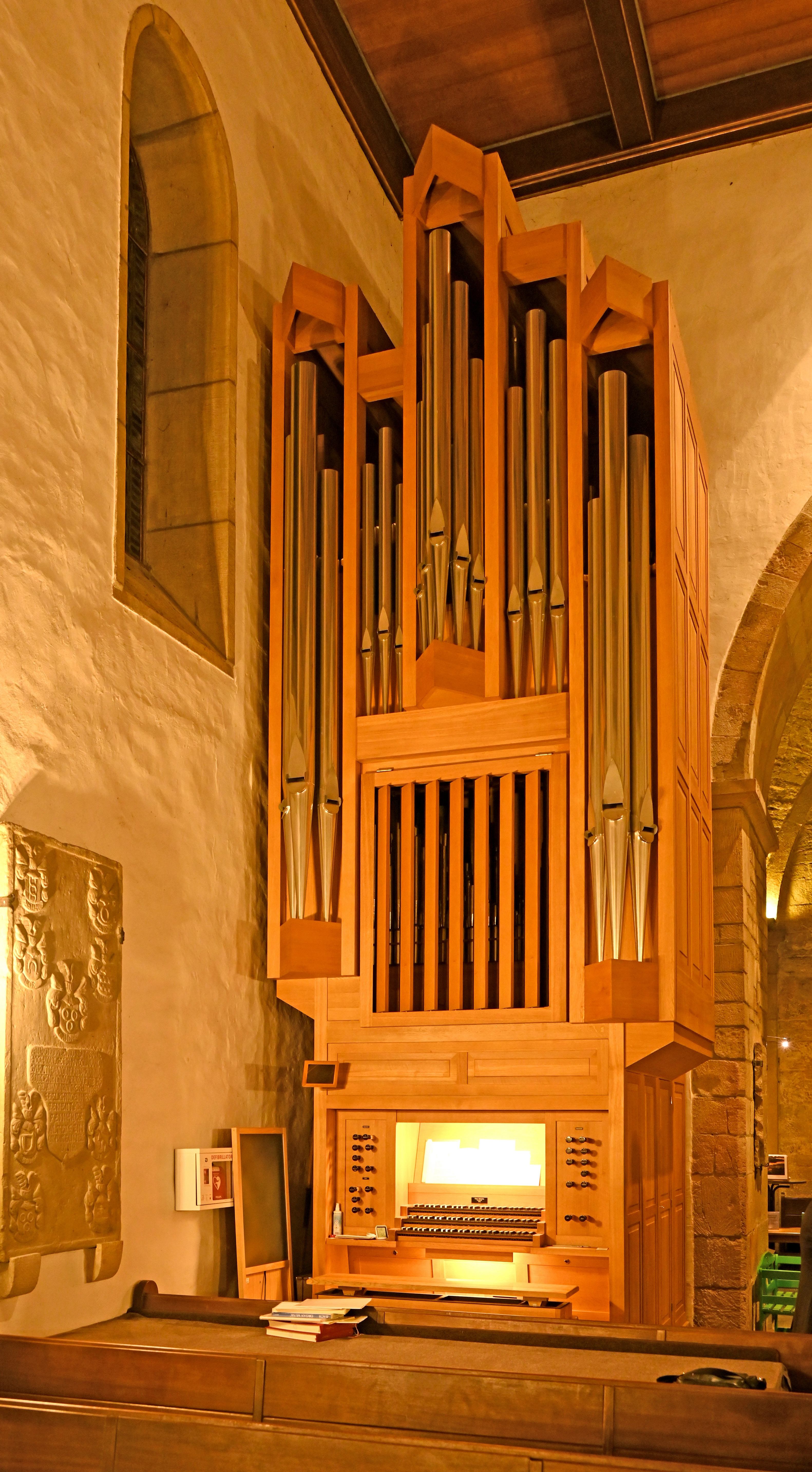
Orgel von Claus Sebastian (1998)

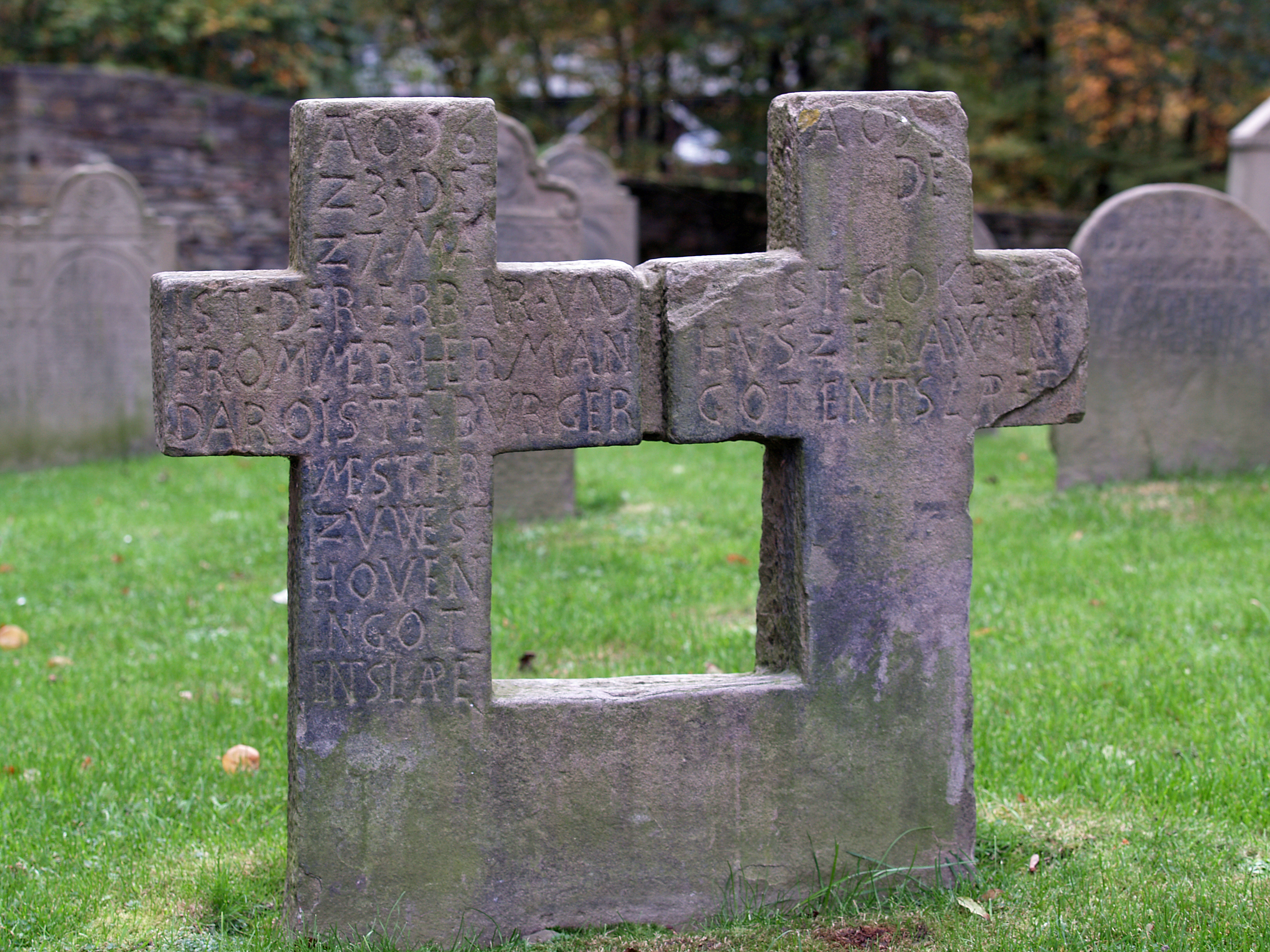
Grabstein auf dem Kirchhof

St. Peter zu Syburg ist eine Kirche auf dem Syberg im Dortmunder Stadtteil Syburg.

## Geschichte
Die Kirche ist der älteste Sakralbau auf Dortmunder Stadtgebiet. Ein Vorläuferbauwerk der heutigen Kirche wurde bereits 776 urkundlich erwähnt. Damals versuchten die Sachsen eine Rückeroberung der ein Jahr zuvor von Karl dem Großen eingenommenen Hohensyburg. Die Kirche wurde vermutlich im Jahre 799 von Papst Leo III. auf seinem Weg nach oder von Paderborn besucht. Eher unwahrscheinlich erscheint die Behauptung, er habe bei diesem Besuch die Kirche geweiht, da sie schließlich zu der Zeit bereits seit mehr als zwei Jahrzehnten bestand.
Der heutige Kirchenbau ist auf die Mitte des 12. Jahrhunderts datiert. Er wurde damals als flachgedeckter Saalbau mit Wehrcharakter errichtet und im 13. Jahrhundert um den Westturm erweitert. Die Kirche hatte im Mittelalter große Bedeutung als Wallfahrtsort und Ablasskirche. Im 13./14. Jahrhundert wurde die Kirche um einen Chor in gotischen Formen erweitert. 1673 wurde die Kirche im Zuge der französischen Raubkriege durch Feuer zerstört.
Im Zweiten Weltkrieg wurde die Kirche durch eine Fliegerbombe auf das Langschiff stark beschädigt; von 1953 bis 1954 wurde sie wiederhergerichtet. Bei Ausgrabungen (1950/51, 1976/77 und 1983) wurden Fundamente einer romanischen Apsis und eines karolingischen Rechteckbaus entdeckt.
Nach dem Wiederaufbau wurde die Kirche mit Glasfenstern von Walter Benner ausgestattet. Altarkreuz, Abendmahlsgerät, Lesepult und Osterkerzenständer stammen aus der Werkstatt von Egino Weinert.
Die Kirche umgibt ein zugehöriger Friedhof. Auf diesem wohl ältesten Totenhof im Ruhrgebiet finden sich Grabsteine aus dem 9. Jahrhundert. In der Kirche werden ein merowingischer Grabstein und zwei karolingische Grabsteine aufbewahrt, ebenso wie ein romanischer Taufstein, der ursprünglich aus Lütgendortmund stammt und nach dem Krieg aus dem Bestand des Dortmunder Museums für Kunst- und Kulturgeschichte erworben wurde.

St. Peter zu Syburg
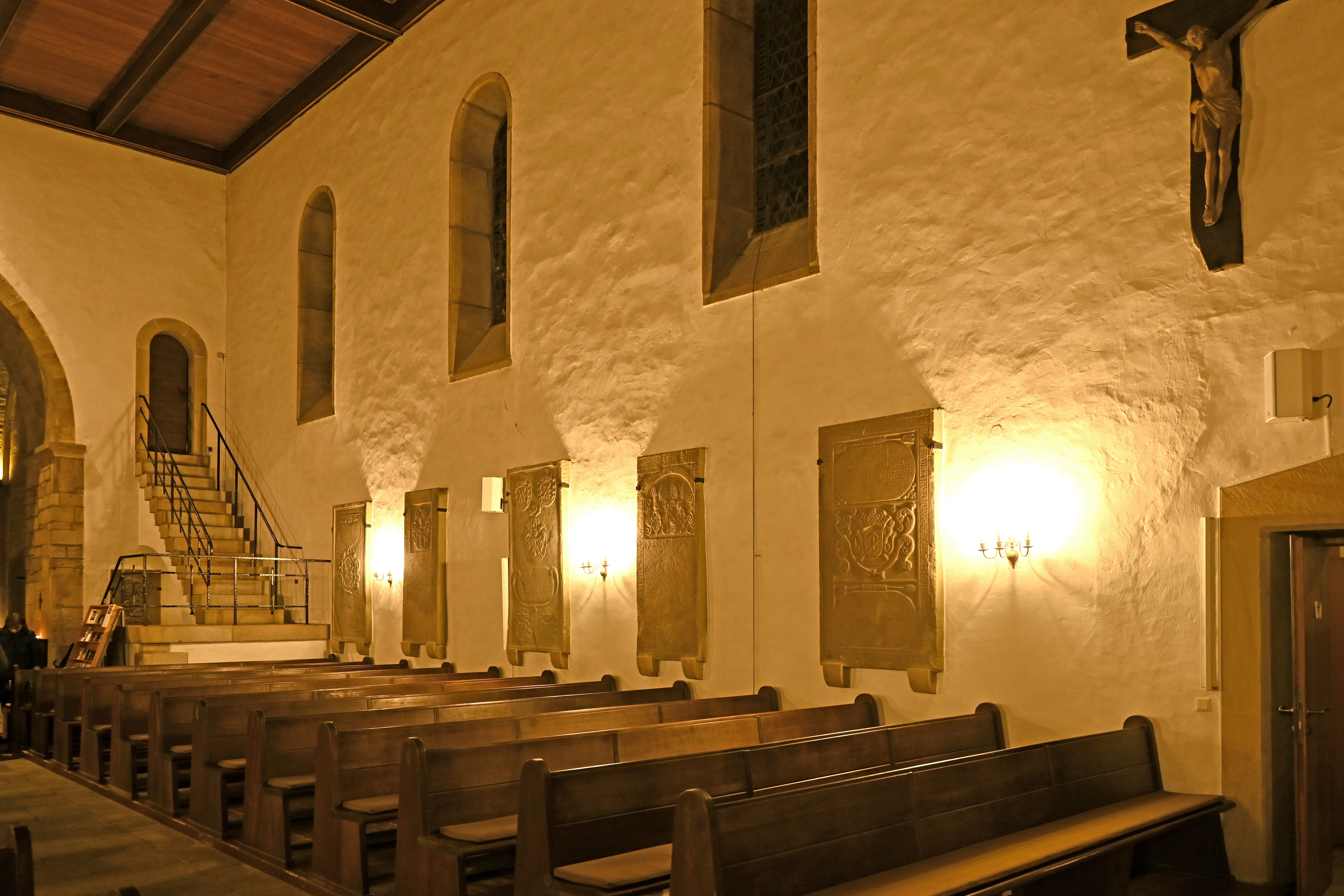
Grabplatten im Innern
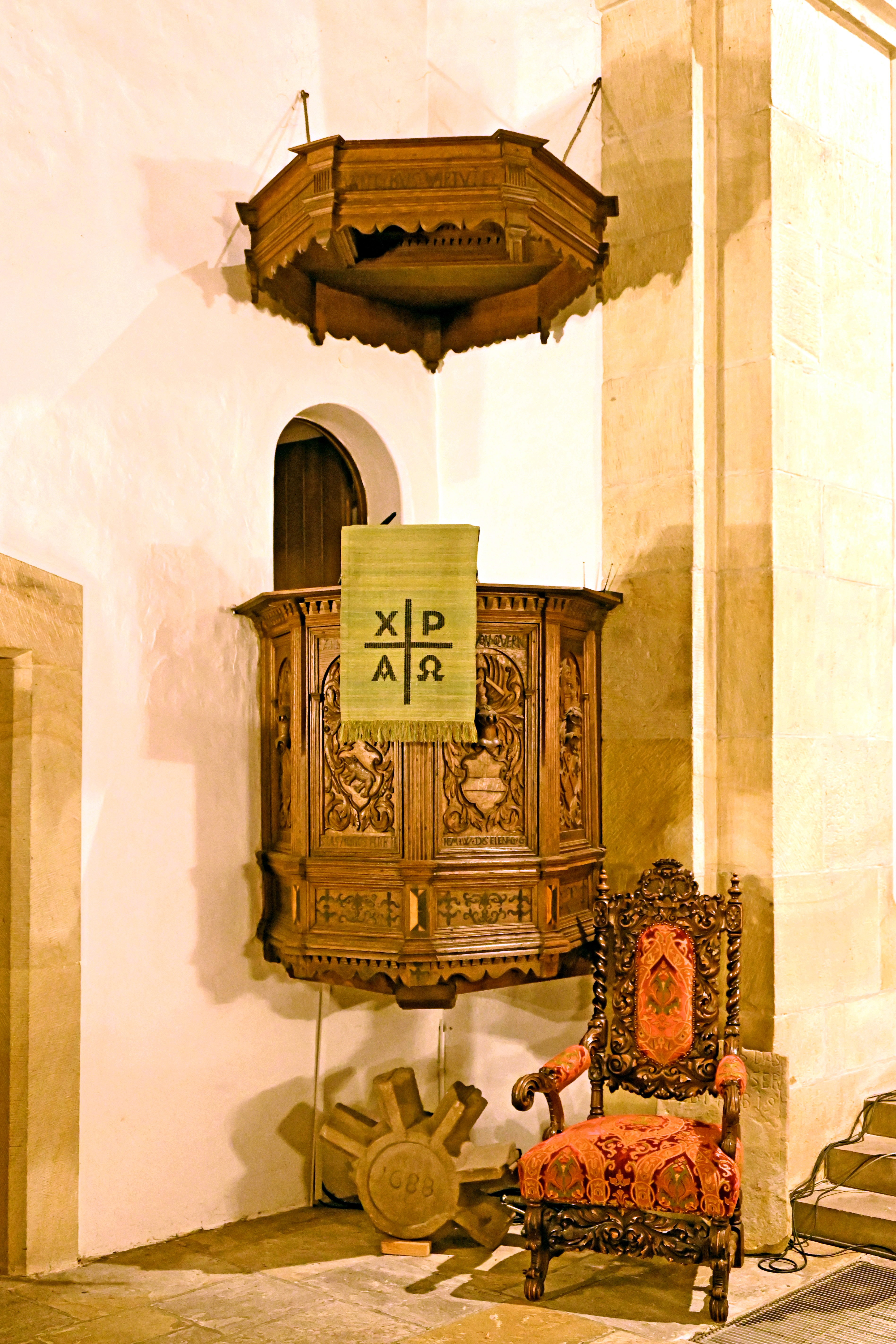
Kanzel
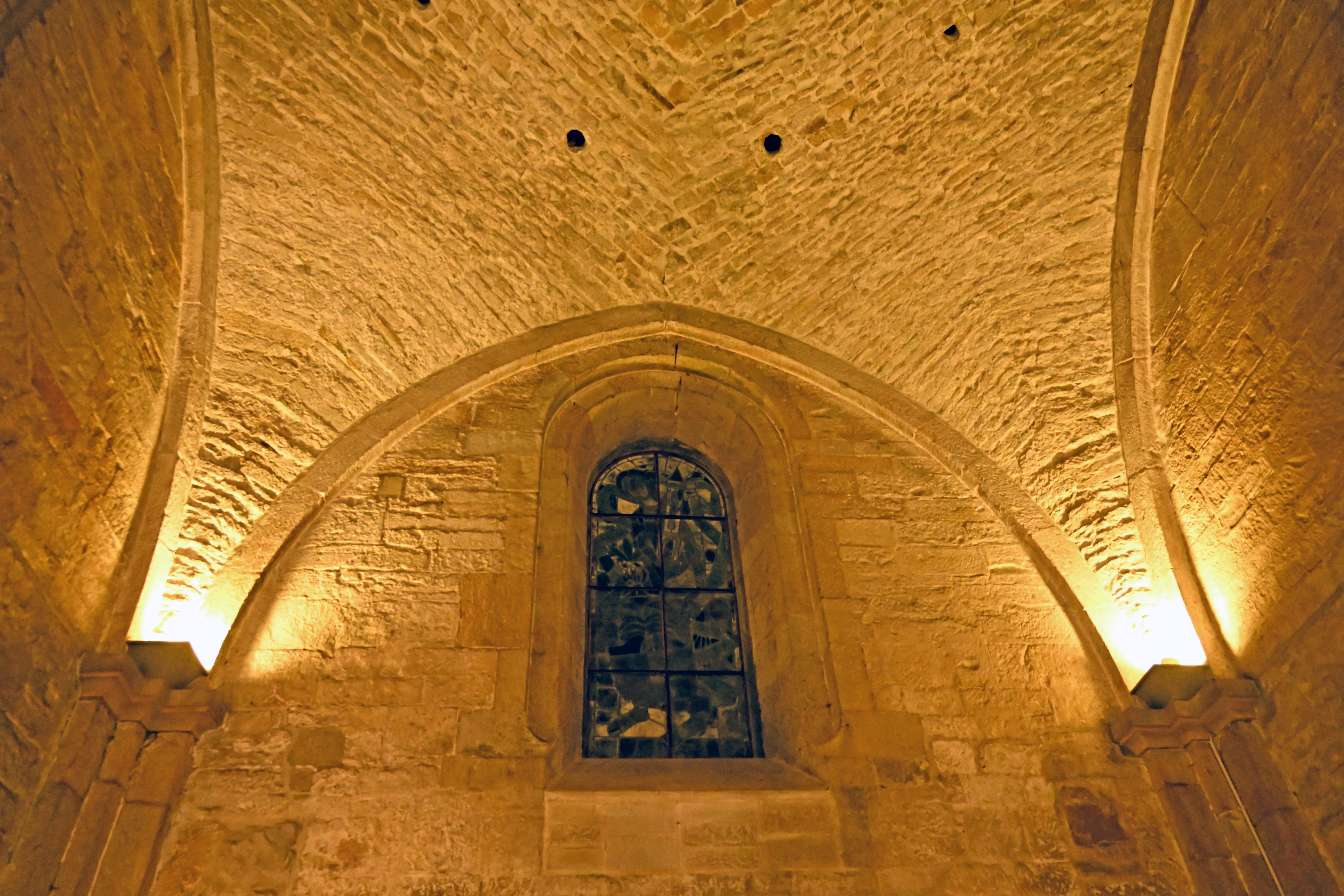
Turmraum
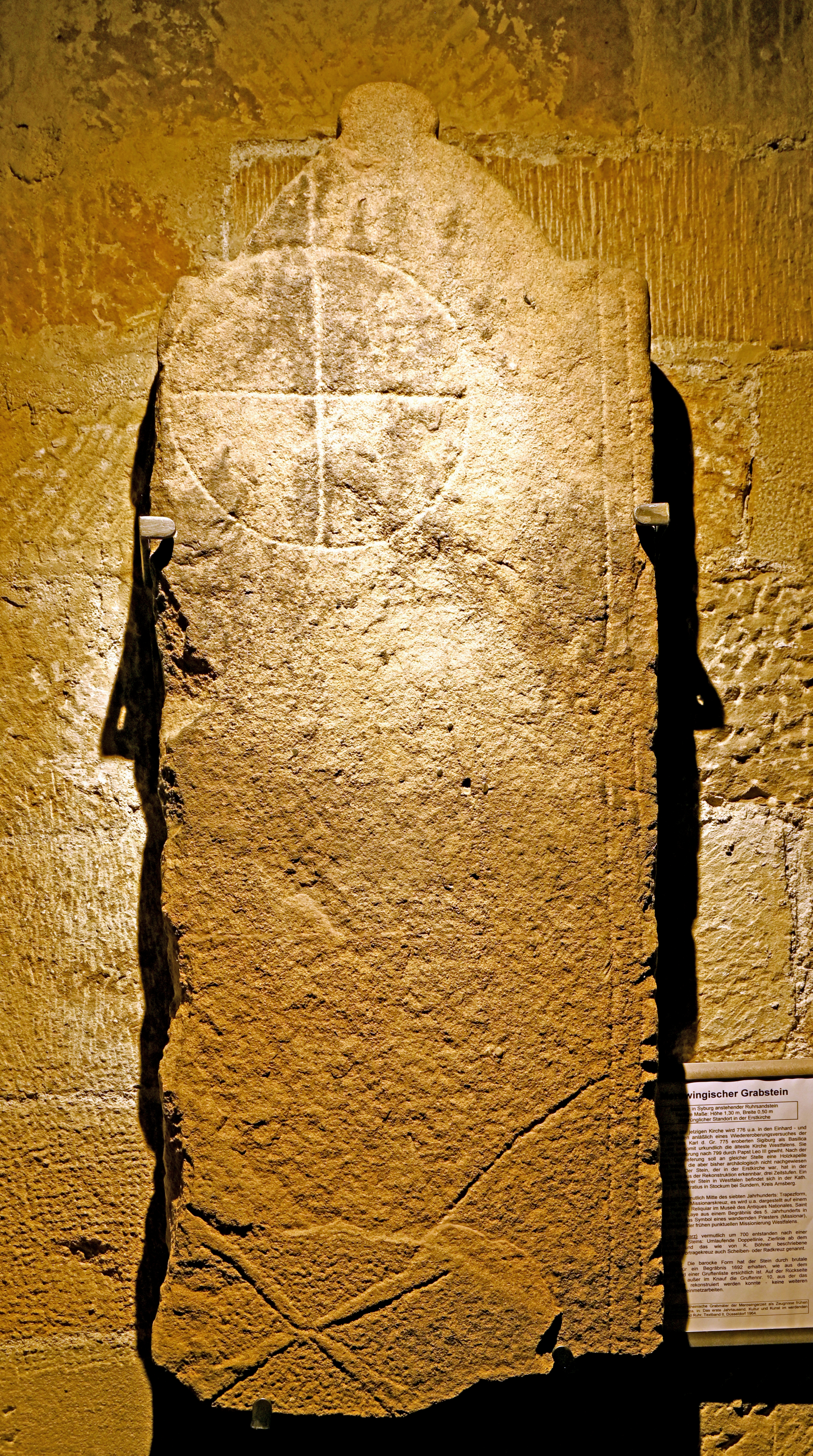
Merow. Grabplatte
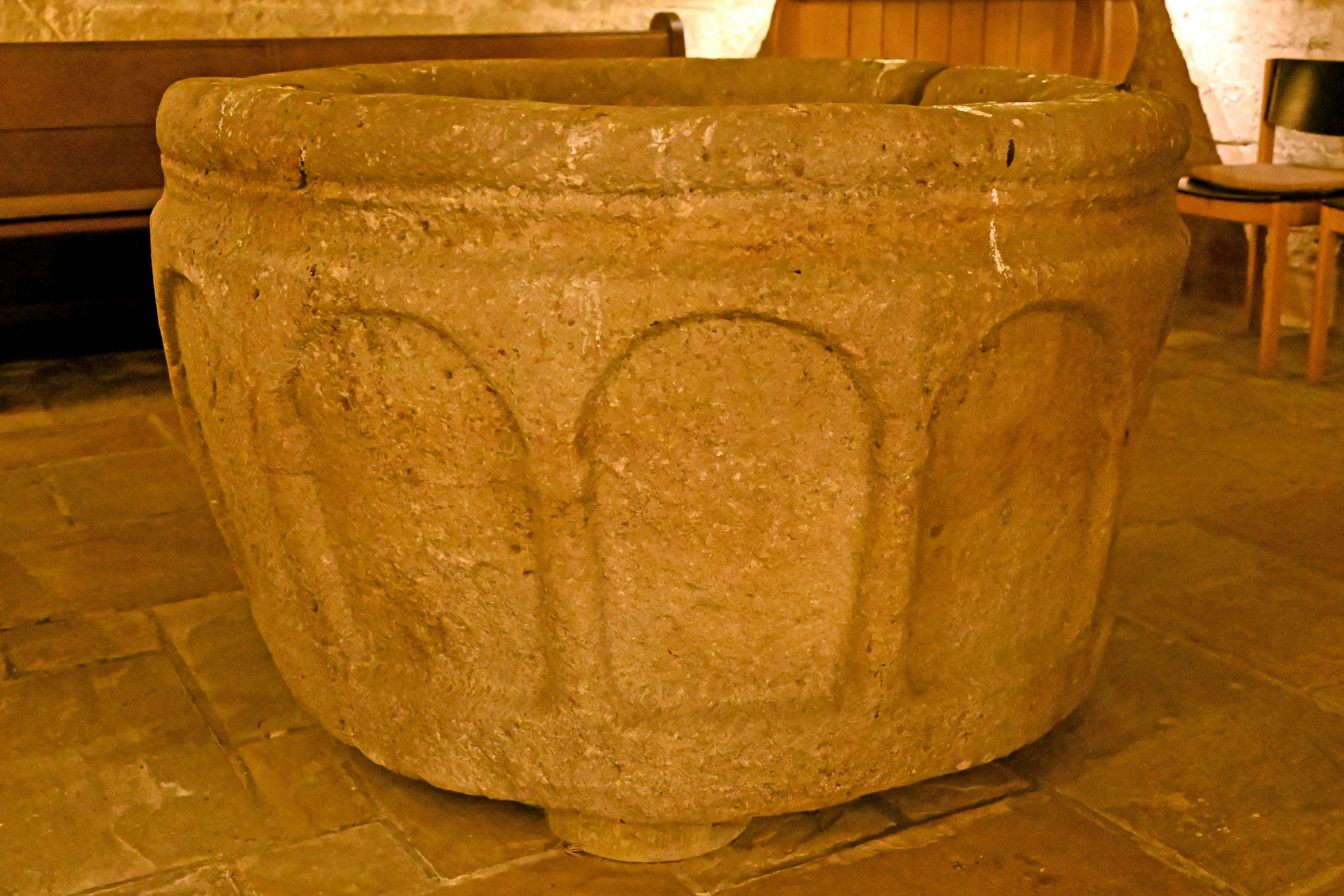
Roman. Taufstein

Die Kirche ist als Baudenkmal in die Denkmalliste der Stadt Dortmund eingetragen.

## Orgel
Als Ersatz für die im Kirchenraum nicht sichtbare Dachbodenorgel von Paul Faust aus dem Jahr 1930, erhielt die Kirche 1998  eine neue Orgel aus der Werkstatt von Claus Sebastian (Geesthacht). Das rein mechanische Instrument hat 20 Register (davon drei Transmissions-Register) auf zwei Manualen und Pedal. Das I. Manual dient als Koppelmanual.
| II Hauptwerk C–g3 |            |        |
| 1.                | Prinzipal  | 08′    |
| 2.                | Rohrflöte  | 08′    |
| 3.                | Oktave     | 04′    |
| 4.                | Holzflöte  | 04′    |
| 5.                | Oktave     | 02′    |
| 6.                | Mixtur IV  | 01 ⁄3′ |
| 7.                | Trompete 0 | 08′    |

| III Schwellwerk C–g3 |                 |         |
| 08.                  | Metallgedackt 0 | 08′     |
| 09.                  | Salicional      | 08′     |
| 10.                  | Prinzipal       | 04′     |
| 11.                  | Blockflöte      | 04′     |
| 12.                  | Gemshorn        | 02′     |
| 13.                  | Quinte          | 02 ⁄3′  |
| 14.                  | Terz            | 01 3⁄5′ |
| 15.                  | Dulcian         | 08′     |
|                      | Tremulant       |         |

| Pedalwerk C–f1 |                      |     |
| 16.            | Subbaß               | 16′ |
| 17.            | Oktavbaß (= Nr. 1) 0 | 08′ |
| 18.            | Rohrflöte (= Nr. 2)  | 08′ |
| 19.            | Oktave (= Nr. 3)     | 04′ |
| 20.            | Posaune              | 16′ |

- Koppeln: II/I (ab); II/P, III/P
- Schwelltritt für das Schwellwerk

## Glocken
Unmittelbar unter dem Dach sind drei Bronzeglocken aufgehängt. Die kleinste Glocke ist eine Leihglocke aus Pommern. Sie wurde 1681 gegossen und erklingt in b′. Die mittlere Glocke entstand 1584 und erklingt in a′. Die große Glocke wurde ursprünglich 1850 gegossen und im Zweiten Weltkrieg vernichtet. 1961 goss die Gießerei Rincker in Sinn eine neue Glocke in g′.

## In der Literatur
Gertrud von le Fort siedelte ihre Erzählung Spökenkieken in der Kirche Syburg und ihrer Umgebung an. Von le Fort hatte als junges Mädchen ihre Patentante auf Haus Villigst (Schwerte) besucht und von dort aus auch Ausflüge nach Syburg unternommen. Ein Grabstein in der Kirche St. Peter zu Syburg regte sie zu der Erzählung an, die erstmals 1907 in Westermanns Monatsheften erschien. Die Erzählung ist jetzt wieder greifbar (siehe Literatur).